# Michnův mlýn
Michnův mlýn (Michnovka) je bývalý mlýn v Praze 5-Hlubočepích, který stojí v centru obce v ohybu ulice Hlubočepská na pravém břehu Dalejského potoka. Na místě mlýna byl v 19. století postaven dům nazývaný Michnovka.

## Historie
Roku 1590 vložili synové majitele Hlubočep Benjamin a Martin do zemských desek kromě vsí Zlíchov a Hlubočepy a dalších pozemků také „Červený mlýn blíž Prahy“. Mlýn v Hlubočepích se připomíná roku 1604 jako mlýn kasační nájemný. Od roku 1610 se majitelé vsi a mlýnem často střídali, byl jím například Ladislav Berka z Dubé nebo roku 1614 Marie Slavatová z Valdštejna s Jáchymem Slavatou z Chlumu.
Od roku 1623 držel Hlubočepy Pavel Michna z Vacínova, po kterém mlýn dostal jméno. Erb tohoto šlechtice s letopočtem 1624 a značkou „P. M. S. P. Z V.“ (Pavel Michna, svobodný pán z Vacínova), se dochoval na desce ze sliveneckého mramoru zasazené mezi okny v přízemí domu č.p. 1.
Mlynář hlubočepský je jmenován mezi hospodáři v tereziánském katastru z roku 1713. Seznam řemeslníků uvádí 3 mlynáře - jednoho v Klukovicích, druhého jako nájemce panského mlýna na Vltavě a třetího ve vlastním mlýně, koupeném od vrchnosti v Hlubočepích. Gruntovní kniha z let 1802–1874 zaznamenává u č.p. 1 mlýn s obytnými, mlýnskými a hospodářskými budovami. V Eichlerově sbírce je k roku 1828 uveden mlýn jako zničený, na mapě stabilního katastru z roku 1842 je ještě patrný náhon vedený ke mlýnu od západu podél cesty.
V polovině 19. století stavby zmizely a na jejich místě byl postaven nový dům.